# Elmore (Minnesota)
Elmore es una ciudad ubicada en el condado de Faribault en el estado estadounidense de Minnesota. En el Censo de 2010 tenía una población de 663 habitantes y una densidad poblacional de 279,77 personas por km².

## Geografía
Elmore se encuentra ubicada en las coordenadas 43°30′25″N 94°5′20″O / 43.50694, -94.08889. Según la Oficina del Censo de los Estados Unidos, Elmore tiene una superficie total de 2.37 km², de la cual 2.37 km² corresponden a tierra firme y (0%) 0 km² es agua.

## Demografía
Según el censo de 2010, había 663 personas residiendo en Elmore. La densidad de población era de 279,77 hab./km². De los 663 habitantes, Elmore estaba compuesto por el 92.16% blancos, el 2.71% eran afroamericanos, el 1.66% eran amerindios, el 0.15% eran asiáticos, el 0% eran isleños del Pacífico, el 1.66% eran de otras razas y el 1.66% pertenecían a dos o más razas. Del total de la población el 13.12% eran hispanos o latinos de cualquier raza.